# Theosis
Theosis è un termine di origine greca che nella dottrina cristiana viene usato per indicare il processo di trasformazione nel divino di un credente che nel corso della sua vita ha deciso di mettere in pratica gli insegnamenti di Gesù Cristo e del suo Vangelo. Per molti, la theosis è il vero scopo dell'Incarnazione.

## Etimologia
Il termine theosis deriva dalla parola greca θεός , “dio”.

In lingua italiana il termine viene frequentemente reso con divinizzazione dell'uomo o deificazione; tra i sinonimi di theosis infatti troviamo anche theiopoiesis, che deriva da θεός, come sopra, e dal verbo ποιέω, sempre di origine greca, che significa fare, rendere. La traduzione letterale quindi sarebbe "rendere divinità" o, appunto, "deificare".

## Raggiungere la theosis
La trasformazione che porta al raggiungimento della theosis avviene attraverso un lungo percorso che si basa su una serie di atteggiamenti che il credente deve tenere per riuscire nel raggiungimento della divinizzazione. Gli ortodossi chiamano l'insieme delle norme che l'uomo deve rispettare per essere considerato un vero fedele praxis.
Questo viaggio si articola in tre fasi: la prima è la purificazione (la catarsi), che avviene grazie alla costante partecipazione alla vita della comunità della Chiesa e alla regolare pratica dei vari sacramenti, in particolare l'eucaristia.

La seconda fase è l'illuminazione o contemplazione (la theoria). Per gli ortodossi, per raggiungerla è fondamentale praticare ininterrottamente durante il corso della vita la preghiera del cuore, cioè la preghiera di ripetizione continua del Nome Santo di Cristo. È possibile fare un paragone tra la preghiera del cuore ortodossa e il dhikr islamico in cui il fedele musulmano ripete ininterrottamente i nomi di Dio e le invocazioni a lui.
Molti studiosi sostengono che sussistano numerose similitudini tra il processo di theoria e la darśana indiana; fra questi troviamo Ian Rutherford e Gregory Grieve che si basano sul fatto che entrambi i processi prevedono un percorso di ascesi.
Quindi la theosis individua soltanto l'ultima fase della trasformazione, vale a dire quella di vera e propria unione col divino, riconosciuto come l'obbiettivo finale della vita spirituale. L'individuo che ha raggiunto la theosis partecipa totalmente della vita di Dio, donata al credente attraverso Gesù Cristo per merito dello Spirito Santo.

## Fasi della theosis
Coloro che raggiungono la theosis sono ormai in unione perfetta con Dio per mezzo dell'amore; per questo motivo questo stato viene anche definito stato di unione. Caratteristica fondamentale di coloro che sono nello stato di unione è di essere in pace con Dio, non lasciarsi turbare dai vizi terreni e volgere sempre la propria attenzione a Dio.
Ottenuto questo stato, bisogna percorrere altre tre fasi prima di poter raggiungere lo stadio finale della theosis. Il primo a nominare e codificare questi tre stadi è stato Pseudo-Dionigi l'Areopagita intorno al V secolo.
Prima di tutto bisogna vivere strenuamente la propria vita fino a raggiungere la conoscenza della saggezza divina; una volta ottenuta questa, il credente può giungere all'ultimo stadio, che prevede la sua resurrezione.
Dio rimane però in una trascendenza inaccessibile e si ritiene che si manifesti nella comunità dei fedeli solo attraverso Cristo per far partecipare i credenti della sua gloria e del suo spirito donatore di vita. Questo non significa che si arrivi alla comunione con Dio durante i riti collettivi: la theosis può essere compiuta esclusivamente attraverso un percorso individuale.

## Nelle religioni
Nella Bibbia è scritto che l'uomo è stato creato a immagine e somiglianza di Dio. Questo ha convinto molti padri della Chiesa che l'uomo troverà la propria pienezza nell'assimilarsi a Dio.
Nonostante il principio di theosis sia presente in tutte le professioni della religione cristiana, non in tutte si è sviluppato allo stesso modo e non ha comportato l'adozione delle solite norme; questo ha fatto sì che assumesse per ogni comunità un'importanza diversa.

### Theosis nella Chiesa Cattolica

#### Nelle opere
Già gli apostoli si erano chiesti non solo quali fossero le loro responsabilità nei confronti della comunità, ma anche quale fosse lo scopo della vita cristiana vissuta secondo le norme date da Cristo. Nel loro caso, come dimostra la stesura dei Vangeli, lo scopo di chi ha ottenuto in sé la gloria di Dio è di diffonderla nel resto della comunità, di modo che tutti possano avvicinarsi al Divino.

Paolo di Tarso, ad esempio, nella seconda lettera ai Corinzi, scrive che tutti gli uomini, come specchi, riflettono la gloria e, grazie ad essa, vengono trasformati in Dio stesso secondo l'azione dello Spirito Santo. Anche Pietro scrive che l'uomo è reso "mezzo partecipe della natura divina" per merito dei doni che Dio gli ha fatto e che l'uomo ha saputo adoperare per onorarlo. Anche Sant'Atanasio, Padre e Dottore della Chiesa, nel suo De incarnatione dice che "Il Figlio di Dio si è fatto uomo per farci Dio".
Di avviso leggermente diverso sono altri teologi, come ad esempio Agostino d'Ippona, che riconoscono intrinseco nell'uomo il germe della divinità. Ancora ai tempi di Agostino, definire l'uomo figlio di Dio significava istituire fra i due un legame personale profondo e solidissimo: prima ancora della nascita di Cristo, nel mondo ebraico, si dava molta importanza al fatto che i figli fossero fatti della stessa natura del padre che li aveva creati. Questo concetto si evince anche dalle parole di San Cirillo di Alessandria, dottore della Chiesa, che scrive: "ciò che ci collega e in qualche modo ci unisce a Dio è lo Spirito. Ricevuto Lui, diventiamo partecipi della natura e riceviamo in tal modo, mediante il Figlio e nel Figlio, il Padre Stesso".
Con la theosis il fedele riceve l'adozione filiale a figlio di Dio. I Sinottici distinguono nettamente la filiazione di Cristo, che è figlio di Dio per natura, l'Unigenito, dalla filiazione umana che avviene per grazia donata unicamente da Dio.
Nonostante il concetto di theosis si sia sviluppato nella Chiesa cattolica, tanto che anche Tommaso d'Aquino nella sua Summa Theologiae descrive la piena partecipazione nel Divino come la porta della beatitudine e il vero destino della vita umana. Tommaso conosceva in modo approfondito la patristica greca (che cita nella sua Catena aurea), patristica in cui è ricorrente il termine "theosis".

I principi della theosis hanno avuto più successo fra gli ortodossi, che li hanno resi aspetti fondamentali del loro culto; al contrario, per i cattolici, non hanno mai avuto la stessa importanza. Solo dopo molti secoli, con Papa Giovanni Paolo II durante il Concilio Vaticano II, questi aspetti sono stati di nuovo portati all'attenzione della comunità ecclesiastica.

#### Dal Concilio Vaticano II
Dopo il Concilio Vaticano II, Papa Giovanni Paolo II sottolineò nella lettera apostolica Orientale Lumen l'importanza per tutti i cattolici di conoscere, ed eventualmente integrare le proprie tradizioni, con quelle delle Chiese Orientali. Il motivo che spinse Papa Giovanni Paolo II a questo invito venne spiegato subito dopo: lungo il corso della storia, sono stati frequenti i contatti fra Chiesa Orientale e Chiesa Occidentale; le due culture, infatti, non si trovano in antitesi l'una con l'altra, semmai hanno semplicemente cercato di indagare la verità rivelata con metodi e da prospettive differenti a seconda della cultura dei popoli. Non viene dunque escluso che una comunità abbia individuato un modo migliore rispetto all'altra di rapportarsi col divino e l'ultraterreno; completare una formula teologica con l'altra può quindi rivelarsi proficuo ai fini della vita spirituale.
Il desiderio di Papa Giovanni Paolo II è che anche nella Chiesa cattolica le azioni liturgiche tornino ad avere grande importanza per i fedeli, come nella Chiesa ortodossa, dove alcune celebrazioni, in particolar modo l'eucaristia, proprio perché simboleggia la comunione fisica e spirituale che l'uomo può avere con Dio, sono tenute in estrema considerazione.

### Nella Chiesa Ortodossa
Nella tradizione orientale, alla theosis è data molta importanza, molta di più di quanta gliene venga attribuita dalla Chiesa Cattolica che, come detto, pone i principi della theosis su un piano secondario. 

Il principio fondamentale che sta alla base di tutto, e che stabilisce le vere differenze fra una dottrina e l'altra, sembra essere la ferma convinzione dell'oriente cristiano che il vero progetto finale di Dio consista nel rendere l'uomo divino, e questo può avvenire solo attraverso la theosis, che a sua volta può essere raggiunta solo vivendo secondo gli insegnamenti di Cristo.
La divinizzazione è un processo molto complesso che investe contemporaneamente anima e corpo. Nello stesso modo in cui anima e corpo convivono nella stessa persona, con la partecipazione di Dio, dall'anima e, attraverso questa, anche dal corpo, così come l'anima riceve un carattere di immutabilità, anche il corpo riceve l'immortalità.
Detto questo, si capisce come molti aspetti fondamentali della dottrina ortodossa vengano influenzati profondamente dalla theosis. In particolare, più di tutte le altre dottrine, ne è influenzata la redenzione: ottenerla significa riconciliare la natura umana, per propria definizione decaduta e mortale, con il divino, rendendo così accessibile in modo diretto e vero la Trinità e ritornando allo stato primordiale di purezza, prima del peccato originale di Adamo ed Eva.
Alcuni teologi sostengono addirittura che la theosis permette di essere più simili a Dio e di avvicinarsi a lui molto di più di quanto non lo fossero Adamo ed Eva prima della caduta dell’uomo. Questo comporterebbe che Cristo stesso si sia fatto uomo solo per mostrare agli uomini la divinizzazione e che quindi si sarebbe incarnato anche se non fosse mai stato commesso il Peccato originale [questo invece è un punto controverso; chi lo afferma non tiene conto dell'Incarnazione che ha come fine il Piano di Salvezza. Infatti Lossky non lo afferma.]

### Nelle Chiese Protestanti
Per i cattolici la riconciliazione con Dio avviene attraverso il battesimo che pone l'uomo come figlio di Dio, nella tripice realtà di sacerdote, re e profeta, ricevendo così grazia.

Nella teologia protestante la salvezza coincide con la giustificazione, che nella teologia cattolica indica il momento dell'ingresso in Paradiso con l'eventuale successiva santificazione; nell'ortodossa, invece, lo stesso termine si usa per descrivere la trasformazione del credente nella stessa immagine di Cristo. 

A differenza di cattolici e ortodossi, per i protestanti la santificazione è vista solamente come un miglioramento della vita cristiana, mentre la giustificazione riveste un ruolo molto più importante.

Il motivo per cui i protestanti (in modo particolare i riformati) si concentrano su questo aspetto, e lo considerano l'obbiettivo primario dell'uomo di fede, è da ricercare nella considerazione della gravità del peccato originale. Per cattolici e ortodossi si tratta di una ferita o di una malattia che non ha deturpato completamente la natura dell'uomo, per i protestanti ha completamente corrotto l'uomo. Non è possibile, dunque, per l'uomo essere salvo; lo stesso Gesù Cristo non può salvare, ma solo dichiarare l'uomo salvo, che è il massimo possibile dato il livello di corruzione.
Fra le religioni mormoni viene professata la dottrina dell'Esaltazione, che descrive un vero e proprio processo di divinizzazione. Questo è possibile, a loro avviso, perché l'uomo non solo è in grado di raggiungere la santità e la perfezione di Dio, ma anche di far propria l'essenza della sua divinità; Dio stesso è un uomo superiore rispetto agli altri e glorificato. La possibilità di diventare divino è concessa nella vita ultraterrena al credente che ha obbedito agli insegnamenti di Cristo e, attraverso questi, è giunto alla conoscenza. 

Nonostante questo, il credente che raggiunge questo stato non è meritevole di essere venerato in quanto Divinità: deve comunque continuare ad adorare Dio e Gesù Cristo.

## Interpretazione delle altre filosofie
La Theosis appartiene tipicamente al mondo Cristiano, cattolico, ortodosso o protestante. Esistono però molte filosofie, per lo più orientali, che hanno fra i loro punti fondamentali il concetto di theosis. In questi casi non si tratta della deificazione per mezzo di Cristo, ma si parla più in generale del raggiungimento del Divino da parte dell'uomo.
In molte filosofie indiane e nel neospiritualismo la theosis viene fatta coincidere con il panteismo. Questo comporta che non solo l'uomo, ma anche la natura, diventi Dio stesso. Il panteismo è chiaramente incompatibile con la dottrina cristiana, che invece riconosce la partecipazione cosciente dell'uomo nello Spirito Santo entrando attivamente e non passivamente in una realtà indefinita e impersonale del divino.
Come per i cristiani, in altre religioni esiste una serie di norme provenienti dai testi sacri che consentono di giungere alla trascendenza e alla cessazione dei tormenti terreni, anche se ogni religione che si ponga questo obbiettivo, come ad esempio Induismo, Buddhismo e Giainismo, individua una propria via per raggiungere lo scopo.

Lo yoga è una di queste, tanto da essere inserito fra i darśana della religione induista: praticandolo è possibile raggiungere la purificazione dell'anima e, anche attraverso la meditazione, arrivare all'ultimo stadio di autopurificazione dello yoga, che comporta l'abbandonarsi alla Divinità, e alla resa al Signore di tutte le nostre azioni.
Anche Schopenhauer, prendendo spunto dalle religioni e dalle filosofie orientali, aveva provato ad introdurre in Occidente la pratica dell'ascesi per il raggiungimento della pura spiritualità.

Per lui l'Ascesi era l'unica via umana sperimentabile per raggiungere il Divino, abbandonando tutte le passioni, i vizi e ignorando i bisogni non indispensabili del corpo per riscoprire l'essenza fisica, psichica e spirituale dell'uomo.